# Bertrand Barère de Vieuzac
Bertrand Barère de Vieuzac (Tarbes, Bigorra, 10 de septiembre de 1755 - 13 de enero de 1841), abogado y político revolucionario francés de origen gascón. Debido a su retórica poética se ganó el sobrenombre del "Anacreonte de la Guillotina".
Fue abogado del parlamento de Toulouse, diputado en los Estados Generales (1788) y miembro de la Asamblea Constituyente. También ejerció como miembro del tribunal de casación y fue diputado a la Convención, en la que fue uno de los dirigentes de La Llanura (la fracción centrista mayoritaria, Le Marais). En 1792, fue escogido presidente de la Convención. Como la mayoría de diputados del Marais, se alineó con Robespierre. Fue uno de los oradores más destacados de la Revolución: el conjunto de las mociones defendidas y los informes presentados ocupó más de doce columnas en el Moniteur (el periódico parlamentario), contra ocho de Robespierre y dos por Danton.
Políticamente, evolucionó desde posiciones moderadas hasta una exaltación revolucionaria que culminó en su designación como miembro del Comité de Salvación Pública, órgano en el que participó durante 17 meses, siendo su miembro más longevo. No abandonó a Robespierre hasta última hora y por ello fue deportado al Poitou en 1795 y proscrito durante el régimen del Directorio. 
Durante el Consulado y el Imperio fue amnistiado, se exilió durante la Restauración y regresó a Francia bajo el reinado de Luis Felipe de Orleans. Su actividad principal tras la Revolución se centró en el periodismo y la publicación de obras literarias y políticas. También fue elegido en esta etapa por tres veces por los electores del departamento de los Altos Pirineos: en 1797, 1815 y 1834. Estas elecciones, salvo la que tuvo lugar durante los Cien Días, fueron anuladas en cada ocasión por el poder en plaza. 
Finalmente, falleció el 13 de enero de 1841 a los 85 años, siendo consejero general en Tarbes.